# Хіло Хатті
Хіло Хатті (англ. Hilo Hattie, при народженні Клариса Хайлі, 28 жовтня 1901 — 12 грудня 1979) — гавайська співачка, виконавиця гавайських танців, акторка та комедійна акторка корінного гавайського походження.

## Життя та кар'єра
Народилася в Гонолулу, Гаваї. Вона любила танцювати хулу і співати в церковному хорі. Почала викладати в початковій школі Вайпаху в 1923 році, розважаючи своїх учнів тим, що згодом стало її комедійними танцями хула. У 1930 році одружилася з Теодором Інтер. До 1936 року приєдналася до Королівського гавайського дівочого хору Луїзи Акео, який співав у місцях навколо Оаху. Група отримувала 25 доларів за виступ, які розподілялися між 25 учасницями.
Пісня Дона Макдіарміда-старшого та Джонні Ноубла «When Hilo Hattie Does the Hilo Hop» стала її фірмовою мелодією. Макдіармід задумував пісню 1935 року, щоб її виконував типовий танцюрист хула-хула з красивими плавними рухами. Але в 1936 році, коли група виступала як корабельна розвага під час круїзу до Портленда, штат Орегон, танцюристка, яка мала її виконувати, захворіла. Хіло Хетті, яка стверджувала, що ніколи в житті не вчилася танцювати хулу, виступила з нею як з комедійною п'єсою, і свого часу вона мала шалений успіх. Клара юридично змінила своє ім'я на Хіло Хатті, коли виконала свою другу фірмову пісню, «The Cockeyed Mayor of Kaunakakai», у фільмі «Пісня островів». З 1939 року Хіло Хатті була улюбленицею військових.
До 1940 року Гаррі Оуенс диригував оркестром Королівського гавайського готелю і взяв її на роботу. Хатті приєдналася до передач Веблі Едвардса «Гавайські дзвінки», які транслювалися на 600 радіостанцій по всьому світу. З цього моменту вона стала всесвітньо відомою, гастролюючи по всьому світу і знімаючись в кіно і на телебаченні, з постійною роллю в серіалі «Гаваї 5-0» в ролі місис Пруітт. У 1945 році її називали «полінезійською Софі Такер», коли вона виступала в клубі Holland Supper Club в Юджині, штат Орегон. В 1949 році після розлучення одружилася з диригентом і скрипалем Карлайлом Нельсоном в Лас-Вегасі.
Вона все ще гастролювала на материку в 1956 році, коли виступала чотири дні і ночі на весняному ярмарку в окрузі Мерсед, штат Каліфорнія. У січні 1959 року Хіло Хатті та її «Гавайське ревю» виступали в залі «Пібоді Аудиторіум» в Дайтона-Біч, штат Флорида. Хіло Хатті почала давати по два шоу на ніч, шість вечорів на тиждень, в готелі Kaiser's Hawaiian Village, пізніше перейменованому в Hilton Hawaiian Village Tapa Room в 1960 році. Це була домовленість, яка тривала понад 10 років. 
У 1961 році вона знялася в кінофільмі «Блакитні Гаваї» з Елвісом Преслі. У червні 1963 року розважала на луау «Спортсмени Станіслава» в Модесто, Каліфорнія.